# Sofia Tonelli
Sofia Tonelli (Empoli, 18 de noviembre de 2007) es una deportista italiana que compite en gimnasia artística. Ganó dos medallas en el Campeonato Europeo de Gimnasia Artística de 2025, oro en la prueba por equipos y bronce en la barra de equilibrio.

## Palmarés internacional
| Campeonato Europeo | Campeonato Europeo | Campeonato Europeo | Campeonato Europeo   |
| Año                | Lugar              | Medalla            | Prueba               |
| ------------------ | ------------------ | ------------------ | -------------------- |
| 2025               | Leipzig (Alemania) | Medalla de oro     | Concurso por equipos |
| 2025               | Leipzig (Alemania) | Medalla de bronce  | Barra                |